# Corinthia Brussels

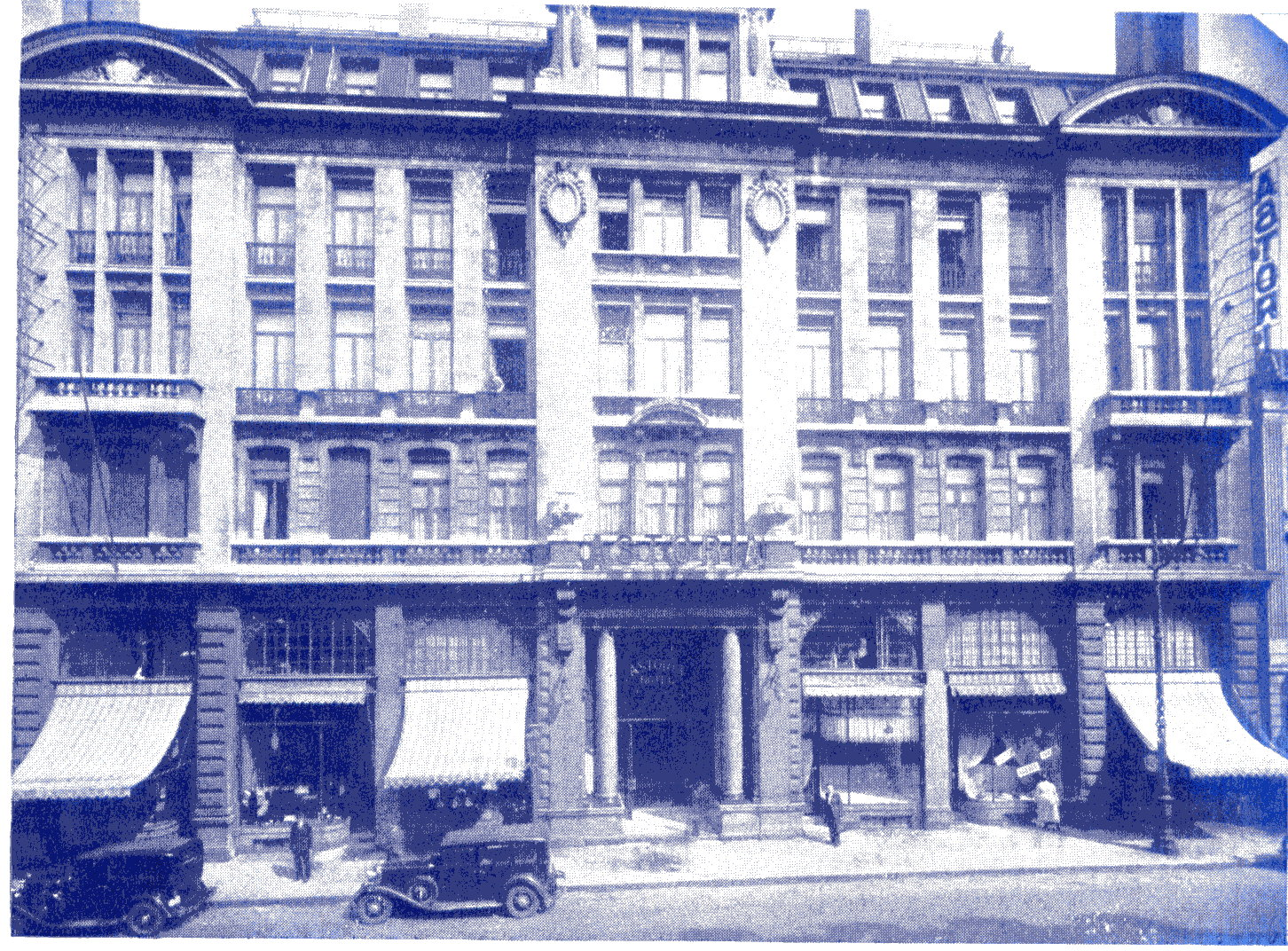
Het Hotel Astoria, door architect Henri Van Dievoet, 1909.

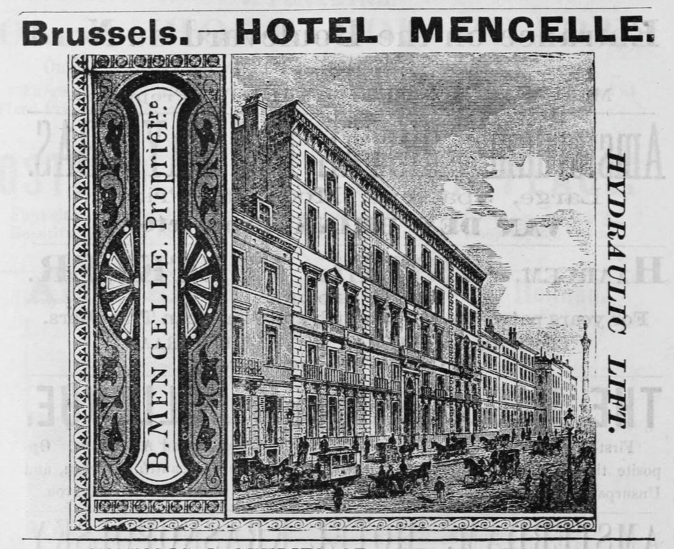
Hotel Mengelle in 1885

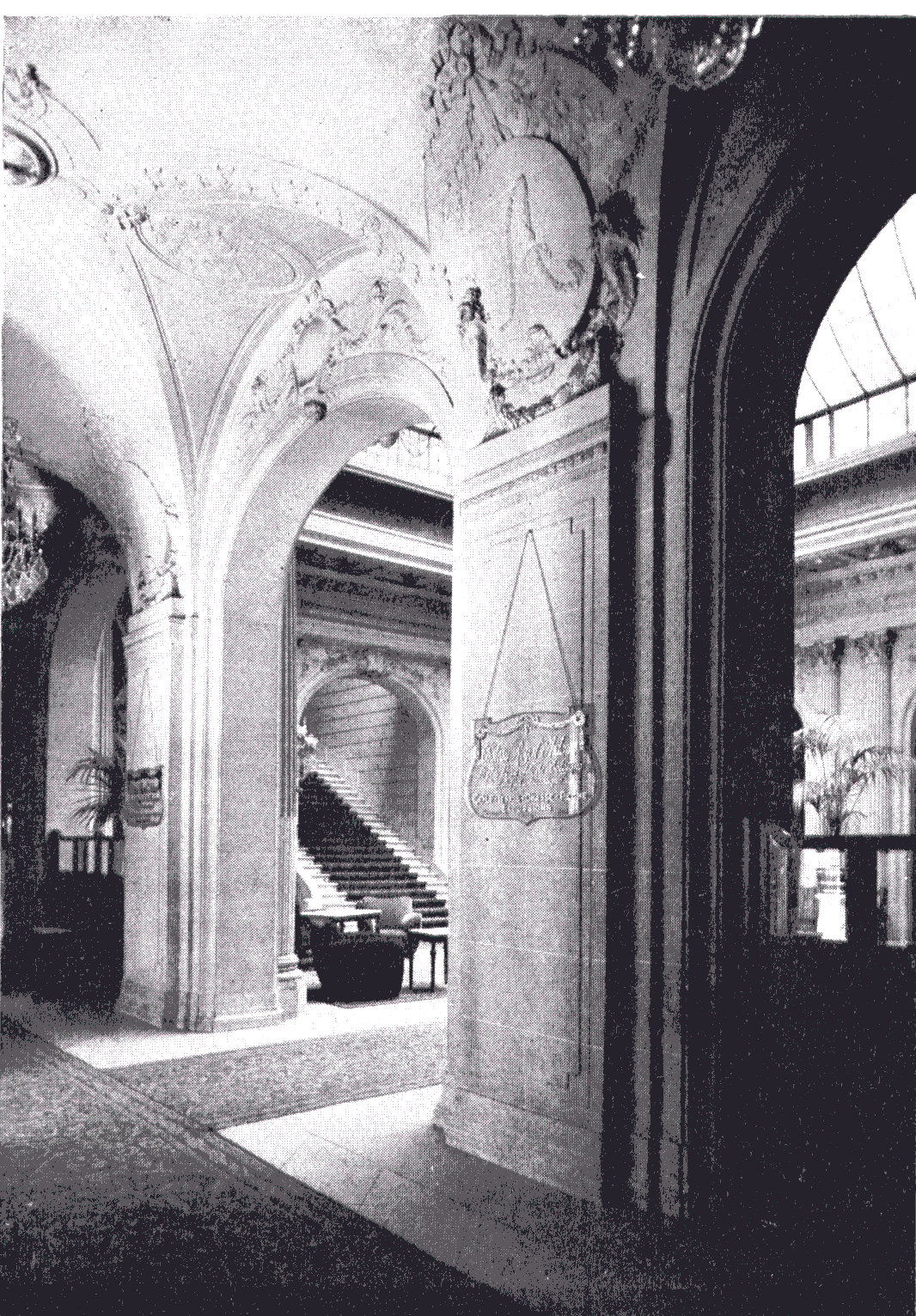
Trappenhal van Astoria

Het Corinthia Grand Hotel Astoria Brussels, voorheen Hôtel Astoria, bestaat sinds 1910 in de Brusselse Koningsstraat. Het heropent in 2024 na zeventien jaar sluiting.

## Voorgeschiedenis
In 1865 liet J. Mengelle zijn familiepension aan de achterzijde uitbreiden. Architect van de nieuwe neo-klassieke vleugel aan de pas aangelegde Koningsstraat was Léon Suys. Het werd een succesvol hotel. Dochter Marthe Mengelle en haar echtgenoot Raphaël Devillers namen nadien de leiding over.

## Bouw
Ter gelegenheid van de Wereldtentoonstelling van 1910 in Brussel, besliste het echtpaar in 1909 om het bestaande hotel te vervangen door een meer prestigieus gebouw. Naar verluidt gebeurde dit met de steun van koning Leopold II. Het vernieuwde hotel opende zijn deuren op 2 juli 1910.
Architect Henri van Dievoet (1869-1931), een achterneef van Joseph Poelaert, tekende een aristocratische gevel in Lodewijk XVI-stijl, een monumentale traphal en de feeërieke Waldorfzaal. De 108 kamers richtte hij in volgens Lodewijk XV-stijl, met luxueuze voorzieningen zoals warm water en elektrische lusters. De bar Pullman had een op de Orient Express geïnspireerd interieur. De monumentale eretrap was gebaseerd op die in het Hotel Adlon in Berlijn.

## Gebeurtenissen
De Astoria werd een mythische plaats waar de groten der aarde verbleven: o.a.Winston Churchill, Dwight Eisenhower, Robert Schuman, Bob Dylan, Salvador Dalí, Andy Warhol.
Vanaf 1975 was er elke zondagochtend kamermuziek te horen in het raam van de Astoria Concerten. In 1999 vierden prins Filip en prinses Mathilde er hun huwelijk. Twee jaar later sloten premier Guy Verhofstadt en minister Johan Vande Lanotte er in het grootste geheim een akkoord af met Swissair over het lot van Sabena.
Het hotel werd in 2000 beschermd als monument.

## Renovatie-herbouw
In 2007 kocht de groep Global Hotels & Resorts van de Saoudische sjeik Mohammed Youssef El-Khereij het hotel van de eigenaars, de familie Goossens Bara-Devillers. Tot dan werd het hotel uitgebaat door de groep Accor. Het sloot de deuren voor uitgebreide renovatiewerkzaamheden, die evenwel niet uitgevoerd werden. In 2016 werd Corinthia Hotels de nieuwe eigenaar. De renovatie werd opnieuw gestart en moet in 2024 voltooid zijn. Architect Francis Metzger behield de façade en sommige elementen van het interieur. De grote glas-in-loodkoepel, die in 1947 was afgebroken, werd gereconstrueerd. Ook de Waldorfzaal waar banketten werden gehouden, werd gerestaureerd.

## Voetnoten
1. 1 2  Binnenkijken in het vernieuwde luxehotel Astoria, dat in november heropent, Bruzz.be, 29 juli 2024
2. 1 2 3  Pierre De Vuyst, L'Astoria, hôtel des rois voulu par un roi, Soir Mag 4812, 11 september 2024, p. 50-51
3. ↑  Het ontluisterende Astoria-akkoord, Knack.be, 31 oktober 2011 (geraadpleegd op 8 mei 2014). Gearchiveerd op 28 september 2021.
4. ↑  Hotel Astoria heropent pas in 2015, Brusselnieuws.be, 2 april 2012 (geraadpleegd op 8 mei 2014). Gearchiveerd op 4 maart 2016.
5. ↑  The grand plan to revive the golden age of the luxury hotel, The Brussels Times, nr. 57, 2024.